# حسن میرچولی
حسن میرچولی (فروردین ۱۳۴۱ سبزوار) کارگردان، فیلم‌نامه‌نویس، تهیه‌کننده و مستندساز ایرانی است. او فارغ‌التحصیل رشته حقوق از دانشگاه شهید بهشتی بوده و کار رسمی خود را با کارگردانی و نویسندگی مستند زمین زنده (شبکه یک) در سال ۱۳۶۵ آغاز کرد.
از دیگر آثار او می‌توان به مجموعه تلویزیونی هتل پاپلی محصول سال ۱۳۸۳ به کارگردانی محمدتقی رنجبر، نویسندگی محمد تیموری و تهیه‌کنندگی حسن میرچولی اشاره کرد که از شبکه یک پخش شد. این مجموعه در ۴۲ قسمت ۵۰ دقیقه‌ای تهیه شد.
در سال ۱۳۸۲ سریال کیمیای مهر با موضوع طلاق را ساخت.
در سال 1381 سریال آیینه عشق با موضوع زندگی زناشویی در زیر گروه سیمای خانواده شبکه یک را ساخت.
مناسبت‌های علمی و اقتصادی از دیگر ساخته‌های او در سال ۱۳۸۵ است.

## جوایز
- لوح زرین بهترین فیلم کوتاه از دومین جشنواره فیلم سینمای جوان (فجر) ۱۳۶۲ برای مستند داستانی «زمین»[۵]
- کاندید دریافت جایزه از دومین جشنواره فیلم فجر برای بر مزار اسرار [۶]